# Grand des voyants
Pour les articles homonymes, voir Grand prêtre.
Le Grand des voyants est le titre égyptien antique du grand prêtre d'Héliopolis en particulier et des grands prêtres de divinités solaires en général.
Le titre en hiéroglyphe s'écrivait ainsi :
| G36 | U1 |

wr-mȝ.w
On trouve ce titre associé à différentes divinités à caractère solaire sous les formes suivantes :
- Grand des voyants de Rê ou d'Atoum à Héliopolis ;
- Grand des voyants dans le domaine de Rê (Héliopolis) ;
- Grand des voyants d'Atoum-Rê de Sakhebou ;
- Grand des voyants dans Thèbes ;
- Grand des voyants d'Aton (Tell el-Amarna, Memphis) ;
- Grand des voyants dans le Per-Our.

En tant que pontife du dieu solaire, il était à la tête d'un collège de prêtres portant le titre de voyant. 

## Principaux grands prêtres d’Héliopolis
| Grand prêtre                    | Dynastie                         | Règne                                  | Tombe                            | Référence                          |
| ------------------------------- | -------------------------------- | -------------------------------------- | -------------------------------- | ---------------------------------- |
| Ouadjnes                        | IIe dynastie                     | Djer / Den                             | ?                                | Porter & Moss, p. 446              |
| Imhotep                         | IIIe dynastie                    | Djéser                                 | ?                                |                                    |
| Rahotep                         | IVe dynastie                     | Snéfrou                                | Meïdoum                          |                                    |
| Kanefer                         | IVe dynastie                     | Snéfrou Khéops                         | Dahchour                         |                                    |
| Seshathotep                     | IVe dynastie                     | Khéops / Mykérinos                     | Gizeh                            | H. Junker, Giza II, p. 189         |
| Kameni                          | IVe dynastie                     | Khéops / Mykérinos                     | Gizeh                            | H. Junker, Giza I, p. 255          |
| Merîb Kapounysout               | IVe dynastie                     | Mykérinos                              | Gizeh                            | H. Junker, Giza II, p. 132         |
| Isesikhaef                      | Ve dynastie                      | Ounas                                  | Saqqarah                         |                                    |
| Kagemni                         | VIe dynastie                     | Téti                                   | Saqqarah                         |                                    |
| Ibi                             | VIe dynastie                     | Pépi Ier ?                             | Saqqarah?                        | Porter & Moss, p. 509              |
| Merou                           | VIe dynastie                     | Pépi Ier ?                             | Héliopolis                       |                                    |
| Sebeki                          | VIe dynastie                     | Mérenrê Ier ? Pépi II ?                | Héliopolis                       |                                    |
| Sebeki By                       | VIe dynastie                     | Pépi II ? Mérenrê II ?                 | Héliopolis                       |                                    |
| Khouenhor Khouy                 | VIIe dynastie ? VIIIe dynastie ? | ?                                      | Héliopolis                       |                                    |
| Imhotep                         | XIIe dynastie                    | Amenemhat Ier                          | Licht                            |                                    |
| Noubkaourê-ânkh                 | XIIe dynastie                    | Amenemhat II                           | ?                                |                                    |
| Khentykehtiour                  | XIIe dynastie                    | Sésostris III / Amenemhat III          | ?                                |                                    |
| Khakaourê-em-Hout-âat           | XIIe dynastie                    | Amenemhat III / Amenemhat IV           | ?                                |                                    |
| Maakherourê-em-Hout-aât         | XIIe dynastie                    | ?                                      | ?                                |                                    |
| Hormaakherou                    | XVe dynastie                     | Apophis Ier                            | ?                                |                                    |
| Nebrê                           | XVIIIe dynastie                  | Thoutmôsis III                         | ?                                | C. Maystre                         |
| Sennefer                        | XVIIIe dynastie                  | Thoutmôsis III                         | Sedment ? Saqqarah ?             | C. Maystre                         |
| Rekhmirê                        | XVIIIe dynastie                  | Thoutmôsis III puis Amenhotep II       | TT100, vallée des Nobles, Thèbes |                                    |
| Âhmes                           | XVIIIe dynastie                  | Thoutmôsis III puis Amenhotep II       | ?                                | A. Cabrol, p. 70 ; D. Raue, p. 149 |
| Âanen                           | XVIIIe dynastie                  | Amenhotep III                          | TT120, vallée des Nobles, Thèbes | A. Cabrol, p. 94                   |
| Amenemhat                       | XVIIIe dynastie                  | Amenhotep III                          | ?                                |                                    |
| Paouah                          | XVIIIe dynastie                  | Akhenaton                              | Amarna ?                         |                                    |
| Sa-Inheret                      | XVIIIe dynastie                  | Toutânkhamon Aÿ Horemheb ?             | ?                                |                                    |
| Merirê                          | XVIIIe dynastie                  | Toutânkhamon Aÿ Horemheb ?             | ?                                |                                    |
| Parêemheb                       | XVIIIe dynastie                  | Horemheb                               | ?                                |                                    |
| Bak                             | XIXe dynastie                    | Ramsès II                              | ?                                |                                    |
| Amenemopé                       | XIXe dynastie                    | Ramsès II                              | ?                                |                                    |
| Mériatoum                       | XIXe dynastie                    | Ramsès II                              | KV5 ? vallée des Rois, Thèbes    |                                    |
| Rahotep                         | XIXe dynastie                    | Ramsès II                              | Sedment                          | C. Maystre                         |
| Ramsès-Mériatoum                | XXe dynastie                     | Ramsès III puis Ramsès IV et Ramsès VI | ?                                |                                    |
| Nebmaâtrê                       | XXe dynastie                     | Ramsès IX                              | Héliopolis ?                     |                                    |
| Amenhotep                       | XXIe dynastie                    | Psousennès Ier                         | Tanis                            |                                    |
| Chedsounéfertoum                | XXIe dynastie XXIIe dynastie     | Sheshonq Ier                           | Memphis ?                        |                                    |
| Djedptahefânkh                  | XXIIe dynastie                   | Osorkon Ier                            | ?                                |                                    |
| Harsiésis                       | XXVe dynastie XXVIe dynastie     | Taharqa Psammétique Ier                | ?                                |                                    |
| Horoudja                        | XXVIe dynastie                   | Psammétique Ier                        | ?                                |                                    |
| Paiyrikep Psammétique-Méryneith | XXVIe dynastie                   | ?                                      | ?                                |                                    |
| Rêdjaa                          | XXVIe dynastie                   | ?                                      | Héliopolis                       |                                    |
| Ânkh-Psammétique Ânkh-Merour    | XXXe dynastie                    | ?                                      | ?                                |                                    |
| Manéthon                        | Dynastie lagide                  | Ptolémée II                            | ?                                |                                    |
| Paiouenhor                      | Dynastie lagide                  | ?                                      | ?                                |                                    |